# Metanema carnaria
Metanema carnaria là một loài bướm đêm trong họ Geometridae.